# Brachychiton carneus
Brachychiton carneus är en malvaväxtart som beskrevs av G.P. Guymer. Brachychiton carneus ingår i släktet Brachychiton och familjen malvaväxter. Inga underarter finns listade i Catalogue of Life.